# Абакумов Гліб Арсентійович
Гліб Арсе́нтійович Абаку́мов (30 вересня 1937, м. Ядрін, Чувашія, Росія — 29 серпня 2019, Нижній Новгород) — російський хімік. Доктор хімічних наук (1976). Професор (1980). Член-кореспондент АН СРСР (1987). Академік Російської академії наук (2000).

## Біографічні дані
1962 закінчив хімічний факультет Горьковського університету.
Працював на хімічному факультеті Горьковського університету (1962—1964), в лабораторії стабілізації полімерів АН СРСР (1964—1968), в Інституті хімії АН СРСР (1968—1988). Директор Інституту металоорганічної хімії імені Григорія Разуваєва Російської академії наук (1988—2016).

## Основні праці
Праці присвячено хімії вільних радикалів, металоорганічних і комплексних сполук.

## Премії та нагороди
- Державна премія СРСР (1985).
- Орден Дружби (1999).